# Yony González
Yony Alexander González Copete, noto semplicemente come Yony González (Medellín, 11 luglio 1994), è un calciatore colombiano, centrocampista dell'Atl. Goianiense in prestito dal Fluminense.

## Caratteristiche tecniche
È un trequartista.

## Carriera
Cresciuto nel settore giovanile dell'Envigado, ha esordito in prima squadra il 13 febbraio 2013 disputando l'incontro di Copa Colombia vinto 2-0 contro il Jaguares.
Dal 2016 al 2018 ha giocato per l'Atlético Junior, con cui ha collezionato complessivamente 99 presenze segnando 16 reti.
Nel mercato invernale del 2019 viene acquistato a titolo definitivo dal Fluminense.

## Palmarès

### Club

#### Competizioni nazionali
- Campionato colombiano: 2

Atlético Junior: 2018-II, 2019-I
- Copa Colombia: 1

Atlético Junior: 2017
- Súper Liga: 1

Atlético Junior: 2019

#### Competizioni internazionali
- Coppa Libertadores: 1

Fluminense: 2023
- Recopa Sudamericana: 1

Fluminense: 2024